# 알렉산다르 팔로체비치
알렉산다르 팔로체비치(세르비아어: Александар Палочевић / Aleksandar Paločević, 1993년 8월 22일~)는 세르비아의 축구 선수로 포지션은 공격형 미드필더이다. 현재 중국 갑급 리그의 난퉁 즈윈에서 활동하고 있다. K리그의 포항 스틸러스, FC 서울에서 활동했었으며 K리그 등록명은 팔로세비치였다.

## 구단 경력
팔로체비치는 OFK 베오그라드의 유스에서 유소년 시절을 보냈다. 그리고 2011년 FK 신데릭 베오그라드로 임대되었을 때, 프로 데뷔전을 치렀다. 또한 2012년에는 FK 보주도바츠로 임대되었다. 2015년 5월 27일 팔로체비치는 FK 보이보디나와 2년 계약을 했다. 2016-17시즌의 활약을 토대로 세르비아 수페르리가 올해의 팀의 선수로 뽑히게 되었다.
2017년 여름, 포르투갈의 FC 아로카와 계약을 했다.
2018년 7월에는 CD 나시오날과 3년 계약을 체결했다.
2019년 여름이적시장에서 K리그1의 포항 스틸러스로 1년 6개월간 임대되었다. 2019년 9월 21일에 열린 FC 서울과의 경기에서 포항 입단 이후 첫 골을 기록했다.
2020 시즌 후, 포항과 임대 계약이 끝난 팔로세비치는 2021 시즌을 앞두고 서울로 이적하였다.
2024년 7월 26일, FC 서울에서 친정구단 OFK 베오그라드로 임대를 갔다.

## 국가대표팀 경력
2017년 1월 29일 미국 축구 국가대표팀과의 경기에서 국가대표 데뷔전을 치렀다.

## 수상 내역

### 개인
- 세르비아 수페르리가 올해의 팀: 2016-17
- K리그1 베스트 11: 2020